# Пёстрый дрозд
Пёстрый дрозд, или пёстрый земляной дрозд (лат. Zoothera dauma), — вид воробьиных птиц из семейства дроздовых (Turdidae).

## Описание
Пёстрый дрозд достигает длины от 26 до 28 см. Окраска оперения золотисто-коричневого цвета с чёрными вершинами пера в форме полумесяца на голове, груди и спине. Хвост коричневый, на конце белёсый. В волнообразном полёте заметны чёрно-белые полосы нижней стороны крыльев.

## Распространение
Пёстрый дрозд распространён от Урала и Сибири до Японии и на юг до Индии, Индонезии, Новой Гвинеи, а также на востоке и юге Австралии. Отдельные экземпляры были замечены во всей Европе.

## Образ жизни
Пёстрый дрозд живёт скрытно в густых лесах с хорошо развитым подлеском. Он ищет на земле в листве червей, улиток, пауков и насекомых. Чтобы вспугнуть добычу, птица широко расправляет крылья и хвост или качается всем телом. Во время миграции птицы могут встречаться в небольших стаях.

## Размножение
Птица строит гнездо на дереве или на земле. В кладке 3—5 бледно-оливковых с ржавчатыми пятнами яиц.